# Tom Otterness
Tom Otterness (Wichita, 1952) is een Amerikaanse beeldhouwer, wiens cartoonachtige werken zijn te zien in New York en vele andere steden in de wereld.

## Biografie
Otterness studeerde na zijn schoolopleiding van 1970 tot 1973 aan de gerenommeerde Art Students League of New York. Hij vervolgde zijn opleiding met een Independent Study Program bij het Whitney Museum of American Art, eveneens in New York.

## Werk

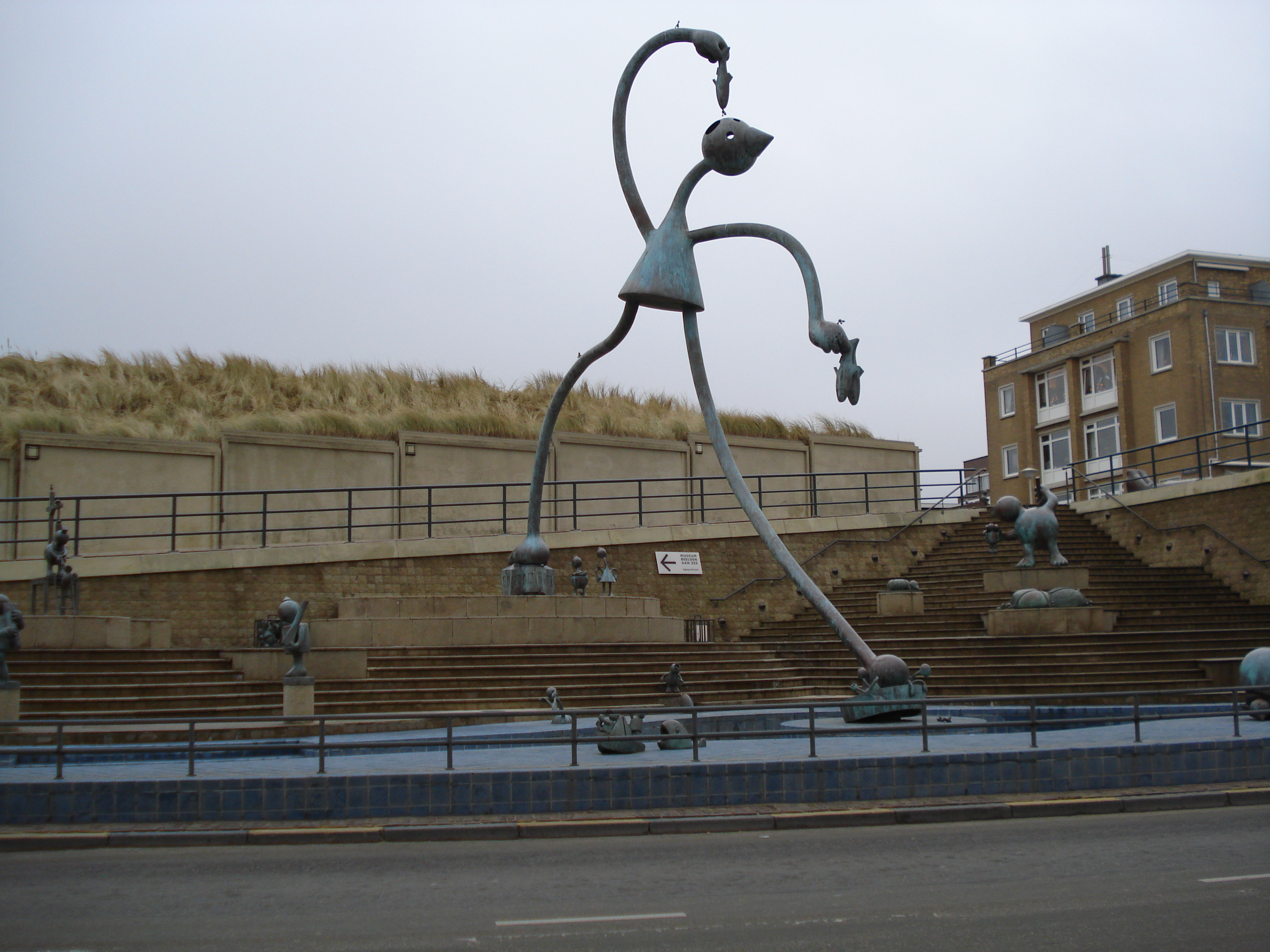
De haringeter, Beelden aan Zee

Zijn stijl kan het best omschreven worden als stripverhaal, sprookjesachtig, vrolijk. De vormen van zijn sculpturen bestaan uit buizen en ronde vormen van metaal, die voor een humoristische uitstraling zorgen. De sculpturen of sculptuurtjes beelden onder andere karakters uit sprookjes uit (zoals in het Nederlandse museum Beelden aan Zee) of drukdoende zakenmannetjes in kantoorpakken met attachékoffertjes, of dieren, zoals krokodillen, die uit het riool tevoorschijn komen. Het hoofdthema van zijn werk schijnt evenwel te zijn: de strijd van de kleine man tegen het kapitalistische systeem in een onwerkelijke en vreemde omgeving.
Zijn meest recente tentoonstelling van kunst in de openbare ruimte was in Grand Rapids (Michigan). Het was zijn grootste expositie tot nu toe, met meer dan 40 geëxposeerde werken, zowel in het stadscentrum  van Grand Rapids als in het beeldenpark Frederik Meijer Gardens and Sculpture Park.

## Collecties

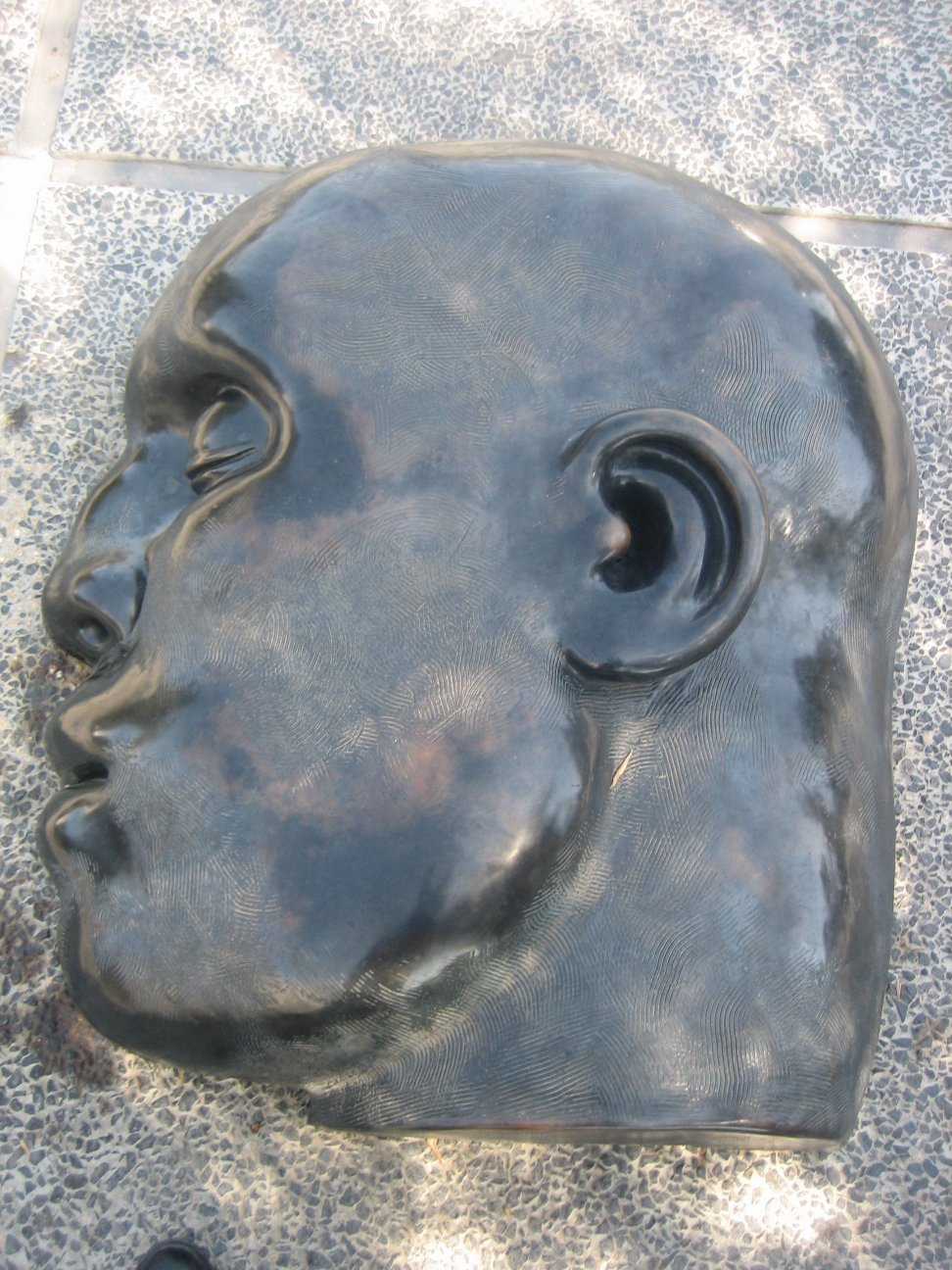
Head (1988) Billy Rose Art Garden, Jeruzalem

Het werk van Otterness bevindt zich in de collectie van musea als:
- Brooklyn Museum, New York
- Carnegie Museum of Art, Pittsburgh
- Dallas Museum of Art, Dallas
- Guggenheim Museum, New York
- Billy Rose Art Garden van het Israel Museum, Jeruzalem
- Institut Valencià d'Art Modern (IVAM), Valencia
- Museum of Modern Art, New York
- Whitney Museum of American Art, New York
- San Francisco Museum of Modern Art, San Francisco

## Fotogalerij Beelden aan Zee

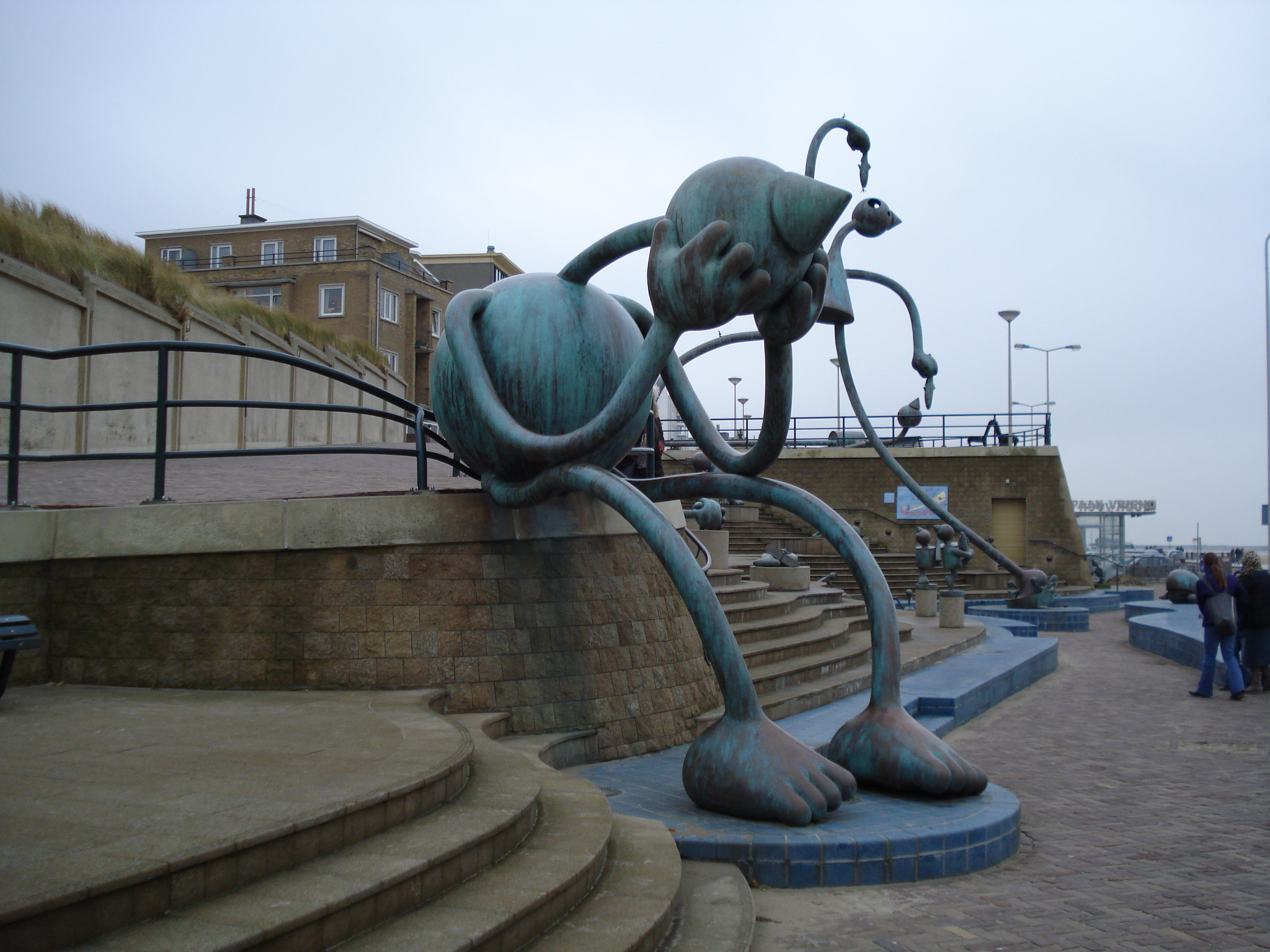
Huilende reus
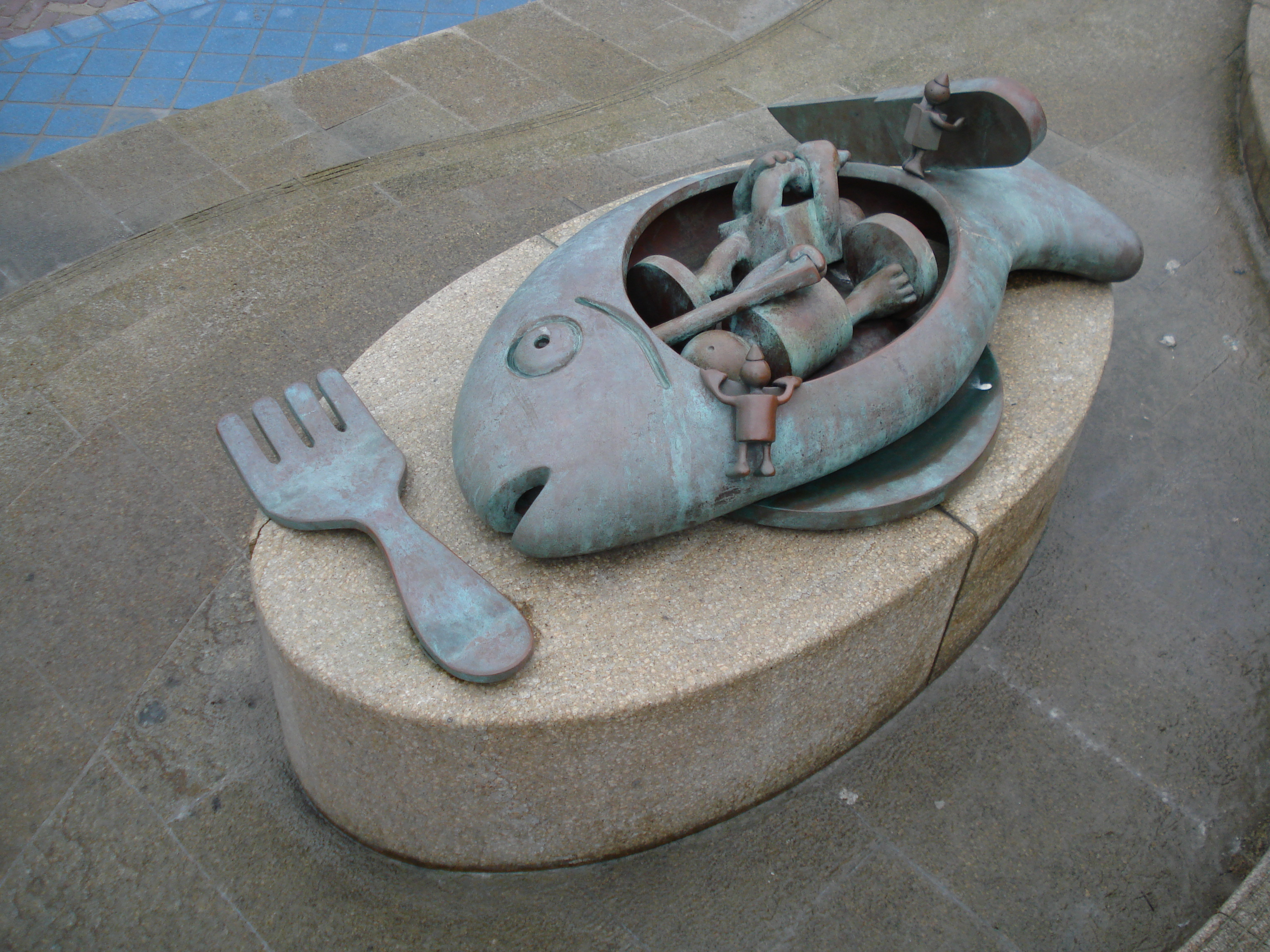
Het tinnen soldaatje
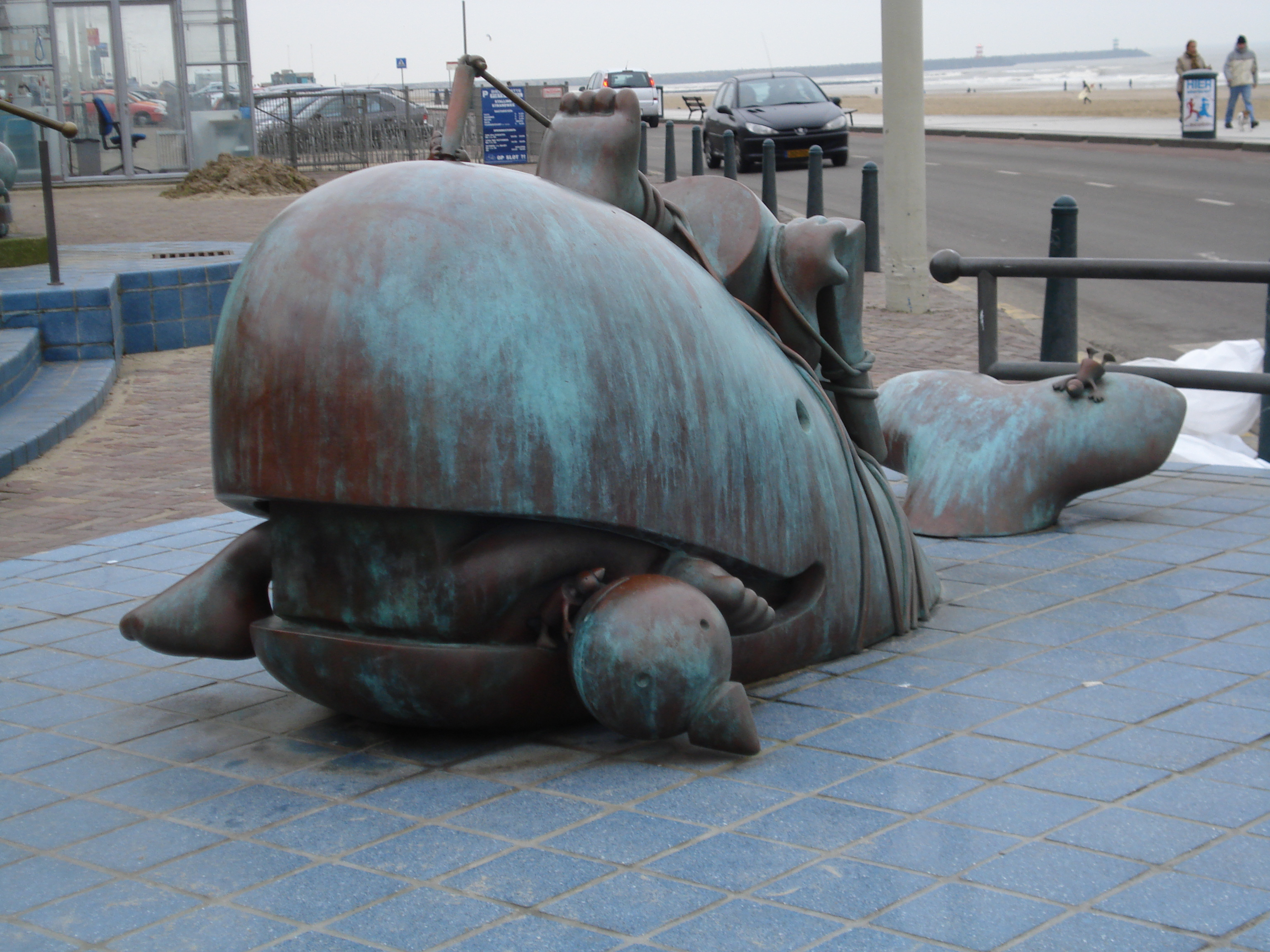
Moby Dick
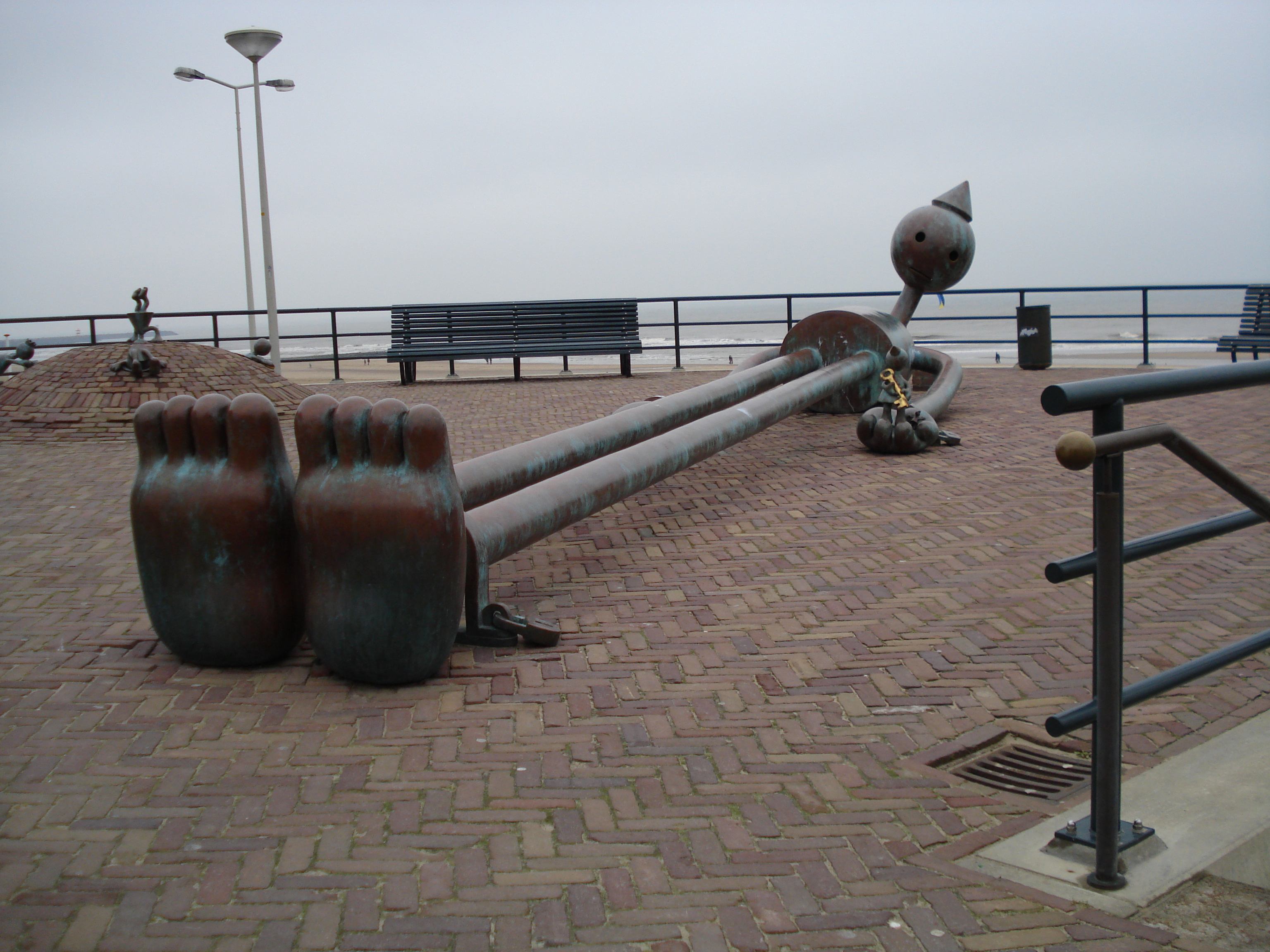
Gulliver
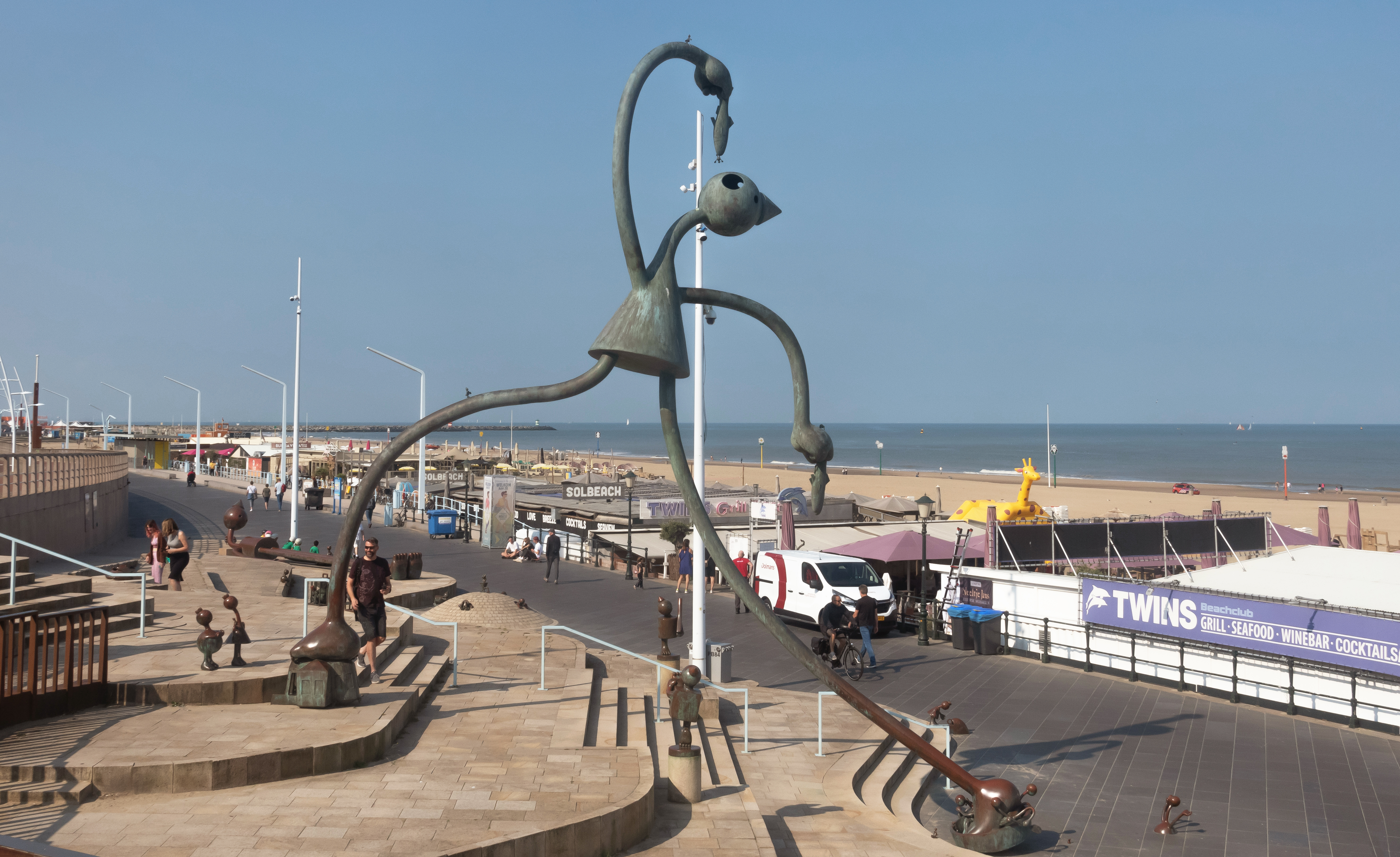
Haringeter